# Match World Cup 2013
Matchworld Cup 2013 — 3-й розыгрыш товарищеского футбольного турнира Matchworld Cup, организованного швейцарской компанией «Matchworld Group» и компанией «Matchworld Football Sports Management SA» (Саудовская Аравия), специализирующихся на футбольном бизнесе и маркетинге, в городах Дубай и Абу-Даби (Объединённые Арабские Эмираты)..

## Участники
- Замалек
- Аль-Хиляль
- Зенит
- Шахтёр

## Особенности регламента
За победу в матче на групповом этапе присуждается 3 очка, за ничью — 1 очко, за поражение — 0 очков, в случае ничьей проводится серия пенальти, победитель которой получает дополнительное очко.
Итоговые места в группах будут распределены согласно следующим показателям:
- количество очков
- разность забитых и пропущенных мячей
- количество забитых мячей
- жребий.

Количество замен в составах команд не должно превышать шести, если иное не было согласовано представителями встречающихся клубов. Кроме того регламент не предусматривает обратных замен. Футболист, получивший красную карточку, автоматически пропустит следующий матч турнира.
Если в одном из четырёх финальных поединков в основное время будет зафиксирована ничья, победитель определится в серии послематчевых пенальти.
В этом году турнир проводится в один этап матчи состоятся только среди четырёх команд в группе. Победитель группы становится победителем турнира.

## Основной этап
| Условные цветовые обозначения |
| ----------------------------- |
| Победитель                    |
| 2-е место                     |
| 3-е место                     |
| 4-е место                     |

### Группа
| # | Клуб       | И | В | ВП | ПП | П | М     | Очки |
| - | ---------- | - | - | -- | -- | - | ----- | ---- |
| 1 | Шахтёр     | 2 | 2 | 0  | 0  | 0 | 6 − 4 | 6    |
| 2 | Замалек    | 2 | 1 | 0  | 0  | 1 | 3 − 3 | 3    |
| 3 | Зенит      | 2 | 1 | 0  | 0  | 1 | 4 − 2 | 3    |
| 4 | Аль-Хиляль | 2 | 0 | 0  | 0  | 2 | 3 − 7 | 0    |

| 16 января 2013 17:00 (GST)                                 | \| Зенит \| 4:1 Отчёт \| Аль-Хиляль \| \| Бухаров 27′ · Халк 36′ (пен.) · Алвеш 58′ · Джорджевич 62′ \| Голы \| аль-Абдулла 31′ · аль-Джухани 80' \| | Шейх Зайед, Абу-Даби Зрителей: 20 Судья: Абдулвахид Хатер |
| Зенит                                                      | 4:1 Отчёт | Аль-Хиляль                                                |
| Бухаров 27′ · Халк 36′ (пен.) · Алвеш 58′ · Джорджевич 62′ | Голы | аль-Абдулла 31′ · аль-Джухани 80'                         |

| 16 января 2013 20:00 (GST)                      | \| Шахтёр \| 3:2 Отчёт \| Замалек \| \| Эдуардо 9′ · Срна 14' · Срна 43′ · Мхитарян 89′ \| Голы \| Хассан 17′ · Мухамед Ибрагим 21′ · Авад 41' \| | Шейх Зайед, Абу-Даби Судья: Али Хасан Карим |
| Шахтёр                                          | 3:2 Отчёт | Замалек                                     |
| Эдуардо 9′ · Срна 14' · Срна 43′ · Мхитарян 89′ | Голы | Хассан 17′ · Мухамед Ибрагим 21′ · Авад 41' |

| 19 января 2013 17:00 (GST)                                                 | \| Шахтёр \| 3:2 Отчёт \| Аль-Хиляль \| \| Мхитарян 20′ · Рац 66′ · Рац 75' · Ракицкий 76' · Тайсон 82′ · Хюбшман 88' \| Голы \| Ю Бён Су 38′ · Уэсли 88′ (пен.) \| | Шейх Зайед, Абу-Даби Зрителей: 690 Судья: Адель Альнакби |
| Шахтёр                                                                     | 3:2 Отчёт | Аль-Хиляль                                               |
| Мхитарян 20′ · Рац 66′ · Рац 75' · Ракицкий 76' · Тайсон 82′ · Хюбшман 88' | Голы | Ю Бён Су 38′ · Уэсли 88′ (пен.)                          |

| 19 января 2013 20:00 (GST)         | \| Зенит \| 0:1 Отчёт \| Замалек \| \| Евсеев 66' · Халк 70' · Иванов 85' \| Голы \| Самир 28' · Самир 35′ \| | Шейх Зайед, Абу-Даби Зрителей: 100 Судья: Хамед Али Юссеф |
| Зенит                              | 0:1 Отчёт | Замалек                                                   |
| Евсеев 66' · Халк 70' · Иванов 85' | Голы | Самир 28' · Самир 35′                                     |

| Победитель Matchworld Cup 2013 |
| ------------------------------ |
| Шахтёр                         |

## Итоговое положение команд
Победителем турнира стал донецкий «Шахтёр» набравший наибольшее количество очков(6).
| Место | Команда    |
| ----- | ---------- |
| 1     | Шахтёр     |
| 2     | Замалек    |
| 3     | Зенит      |
| 4     | Аль-Хиляль |